# De Dion-Bouton Motorette Company
Die De Dion-Bouton Motorette Company war ein kurzlebiger US-amerikanischer Automobilhersteller der Pionierzeit, der eine Voiturette von De Dion-Bouton unter Lizenz nachbaute. Markenname war American De Dion.

## Unternehmensgeschichte
Bereits seit 1897 gab es seitens des französischen Motorenbauers und Automobilherstellers De Dion-Bouton Bestrebungen, um auf dem US-Markt Fuß zu fassen. Es ist unklar, ob es bereits damals zu einer Zusammenarbeit mit den Gründern der De Dion-Bouton Motorette Company zum Bau von Einzylindermotoren oder allenfalls Tricycles gekommen war; beides wurde in den USA von mehreren Unternehmen in Lizenz hergestellt. So hatte der erste Cadillac einen Motor von Leland-Faulconer, der auf Patenten von De Dion-Bouton beruhte. Auch für die ersten Modelle von Pierce und Peerless wurden Lizenzversionen des gleichen Motors verwendet.
Obwohl zudem auch mehrere Unternehmen die begehrten französischen De Dion-Bouton-Produkte in die USA importierten, war die De Dion-Bouton Motorette Company der einzige Hersteller, der sich hier um eine Lizenzproduktion der Voiturette Vis-à-Vis bemühte. Eigens dazu gründeten Fred C. Cocheu, James C. Church, P.H. Flynn, C.J. Field und A.A. Halsey das Unternehmen mit Sitz an der Kreuzung 37. Straße und Church Lane in Brooklyn (New York) und einem Kapital von US$ 150.000, womit es zu den wenigen in seiner Branche gehörte, die nicht chronisch unterfinanziert waren.  Ein Verkaufsraum wurde an der 66. Straße West in Manhattan eingerichtet.

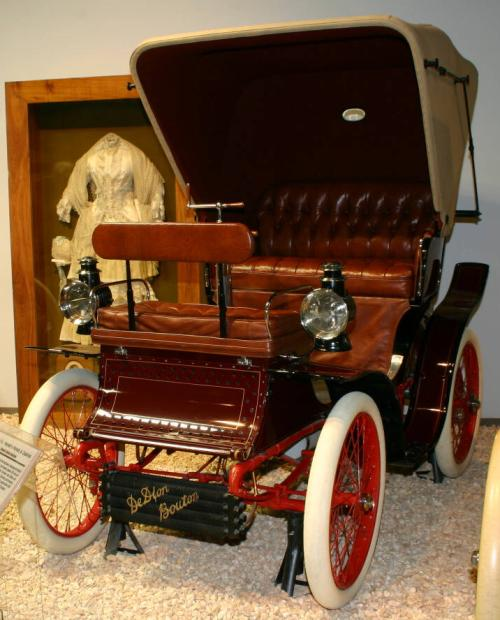
American De Dion-Bouton Voiturette Type New York Motorette mit 3½ PS von 1900. Die Ausführung entspricht dem ersten Serienmodell De Dion-Bouton Type D.

Repräsentant von De Dion-Bouton in den USA und damit zuständig für die Lizenzvergabe war der Rechtsanwalt Kenneth A. Skinner, 179 Clarendon Street, Boston (Massachusetts), der auch gelegentlich mit Tricycles der Marke Rennen fuhr. Die De Dion-Bouton Motorette Co. hatte sich mit ihm über die Verwendung der Marken- und Produktionsrechte zu einigen. Als Chefingenieur wurde Viggo V. Torbensen gewonnen, der der später eigene Automobile produzierte und ein sehr erfolgreiches Unternehmen zur Herstellung von Achsen für LKW und PKW aufbaute.
Produziert wurde zunächst eine exakte Kopie der ersten in Serie gebauten De Dion-Bouton Voiturette Type D mit Stahlrohrrahmen, Einzylindermotor, Ziehkeilgetriebe und, als bedeutendste Innovationen, die im Hause (für ihre Dampfwagen entwickelte) De-Dion-Achse sowie Kraftübertragung mittels Kardanwelle. Sie wurde als Zweisitzer Modell Brooklyn Motorette und Viersitzer Vis-à-vis New York Motorette 3½ PS oder als zweisitziges Doctor's Brougham mit 3½ oder 5 PS angeboten. Wie beim Original, waren auch beim Lizenzbau die Preise eher hoch; das Runabout Brooklyn Motorette kostete ab US$ 850. Das waren US$ 200 mehr als für den mit 4½ PS etwas stärker motorisierten Oldsmobile Curved Dash verlangt wurden. Offenbar liefen dem Unternehmen bald die Kosten aus dem Ruder und der Preis wurde sogar auf US$ 1500 angehoben. Das waren US$ 300 mehr, als für den mit 12 bhp deutlich kräftiger motorisierte Packard Modell C verlangt wurde. Eine Ursache dafür dürften die schlechteren Straßen in den USA gewesen sein; das Unternehmen investierte viel Zeit und Geld in eine Verstärkung der Konstruktion.
Es half wenig, dass der britische Motorradrennfahrer C. G. Wridgeway 1900 einen Motorette-Prototyp publikumswirksam von Brooklyn nach Chicago (Illinois) fuhr, um dessen Zuverlässigkeit unter Beweis zu stellen.
Das Ende des Unternehmens war unrühmlich, aber nicht untypisch für diese Zeit. 1901 musste der Sheriff eingreifen, damit drei unzufriedene Autokäufer ihr Geld zurückerstattet bekamen. Einer von ihnen war James Lawrence Breese (1854–1934), ein reicher Bankier aus Southampton (New York). Er war selber Autorennfahrer und daran beteiligt, dass Ormond und das benachbarte Daytona Beach zu den ersten Zentren des Motorsports in den USA wurden. Später war er an der Organisation des Vanderbilt-Cups beteiligt. Er war gegen De Dion Motorette vorgegangen, weil die Lieferfrist für sein bestelltes Auto um zwei Monate überzogen worden war.
Torbensen fand eine Anstellung in gleicher Position bei Searchmont und gründete später die Torbensen Motor Car Company.
Bereits im Januar 1902 schrieb Skinner die Lizenz neu aus, weil die bisherigen Inhaber „die Lizenzvereinbarungen verletzt“ hätten. Es fand sich allerdings kein anderer Interessent.
Gemäß einer Quelle war Skinner selbst auch in das Unternehmen involviert, was aber auf Grund der Firmengeschichte und der Rücknahme der Baulizenz weniger wahrscheinlich ist.

## Technik
Die American De Dions haben, wie ihre französischen Vorbilder, Heckmotor und Heckantrieb. Das Fahrgestell besteht aus geschweißten Rundrohren; hinter den Vordersitzen verbreitert es sich. Vorn bilden drei Halbelliptik-Blattfedern eine Art Plattform. Zwei sind konventionell längs ausgerichtet; deren vordere Enden hängen am vorderen Abschluss der Chassis-Längsträger, diese Enden sind ihrerseits nach unten gebogen. Die dritte Blattfeder hängt umgedreht und quer zur Fahrtrichtung an einer Fahrgestell-Querstrebe. Ihre Enden sind daher in einem 90-Grad-Winkel mit den Enden der beiden anderen Blattfedern verbunden.
Der Motor ist neben dem Getriebe quer über der Hinterachse in einem Gehäuse direkt unter dem weit hinten angebrachten Fahrersitz angebracht. Der wassergekühlte Einzylinder-Viertaktmotor ist eine Weiterentwicklung des 1893 eingeführten und aus den De-Dion-Bouton-Tricycles bekannten Triebwerks. Es hatte ein atmosphärisches Einlass- und ein mechanisch gesteuerte Auslassventil; letzteres mittels zahnradgetriebener Nockenwelle. Zur Gewichtsersparnis waren einige Bestandteile aus Aluminium gefertigt; der Motorblock bestand allerdings aus Gusseisen. Es leistete 3½ PS aus 402,2 cm³ Hubraum. Bohrung und Hub waren mit je 80 mm quadratisch ausgelegt. Gestartet wurde der Motor mittels seitlich unter dem Fahrersitz aus der Karosserie geführter Kurbel. Der „Schlangen“-Kühler war an der Vorderachse aufgehängt. Die Kraft wurde über ein einfach zu bedienendes Ziehkeilgetriebe mit zwei Gängen übertragen, die mittels Hebel am Lenkstock geschaltet wurden. Bei diesem Getriebe sind alle Zahnradpaare eines Ganges (je eines auf der Antriebs- und der Abtriebswelle) permanent in Rotation, jedoch nur jenes des „eingelegten“ Ganges wird kraftschlüssig verbunden. Beim Gangwechsel wird das aktive Zahnradpaar von den Wellen gelöst und ein anderes verbunden. Dies erfolgt mittels Ziehkeilen.
Die optionale Leistungssteigerung beim Doctor's Brougham rührte wahrscheinlich vom Motor des De Dion-Bouton Type L, eine Version, die sich vom Type D nur durch ebendieses größere Triebwerk mit 699 cm³ und 7 PS unterschied. Es war in Frankreich von Ende 1898 bis 1900 lieferbar.
Eine erhalten gebliebene New York Motorette mit dem gleichen Motor (die nachstehend beschriebene mit der Fahrgestellnr. 128) legt den Schluss nahe, dass ihn die De Dion-Bouton Motorette Company auf Wunsch in jedes ihrer Fahrzeuge einbaute.
Gelegentlich wird auch eine Improved type motorette erwähnt, für die diese 5 PS-Maschine vorgesehen gewesen sein soll. Sollte es eine solche tatsächlich gegeben haben, konnte sie das Unternehmen nicht retten.

## American De Dion-Bouton heute
Mehrere Fahrzeuge aus amerikanischer Produktion haben überlebt; bislang konnten nur Viersitzer New York Motorette festgestellt werden. Eines ist Bestandteil der Sammlung im Henry Ford Museum in Dearborn (Michigan), eines ist im National Automobile Museum, The Harrah Collection in Reno (Nevada) (vgl. auch die Abbildung oben) und eines im Seal Cove Auto Museum  in Maine.

### Motorette Nr. 8
Das Fahrzeug mit Fahrgestellnummer 8 von 1900, mit 8-PS-Motor, wurde bei Bonhams im November 2016 versteigert.

### Motorette Nr. 102
Das Fahrzeug mit Fahrgestellnummer 102, Motornummer 11705, 6 PS, und dem britischen Kennzeichen BS 8080 von 1900 wurde bei Bonhams im Februar 2023 versteigert.

### Motorette Nr. 126
Das Fahrzeug mit Fahrgestellnummer 126 und der Motornummer 2822 von 1901 wurde bei Bonhams im September 2010 für 163.750 US-Dollar inkl. Zuschlag versteigert.

### Motorette Nr. 128
Das zweite Exemplar (Fahrgestell Nr. 128, Motor Nr. 5222) wurde 1951 im MGM-Filmmusical Excuse my Dust mit Red Skelton verwendet, wo es neben der Philion Road Carriage von 1892 eine Rolle spielte (diese gehört ebenfalls zur Harrah Collection). Am Film wirkte auch Buster Keaton beratend mit. Entgegen den Angaben im Katalog erhielt Nr. 128 eine 5 PS-Maschine mit 700 cm³. Viele Komponenten tragen Hinweise, dass sie in den USA hergestellt und nicht importiert wurden; Fotos zeigen zudem, dass es sich um eine Ausführung ohne Trommelbremsen an den Hinterrädern (also mit je einer mit Pedal betätigten Getriebe- und Differentialbremse) handelt; diese Konfiguration wurde in Frankreich nur wenige Monate verwendet. Das Fahrzeug gehörte später einem der Begründer des international führenden Pebble Beach Concours d’Elegance und wurde 2013 in Carmel-by-the-Sea für US$ 191.400 (CHF 171.412) inkl. Zuschlag versteigert, die höchste bekannte Summe für ein solches Fahrzeug.

### Motorette Nr. 159
Das Fahrzeug mit der Nr. 159 und der Motor Nr. 5638 entspricht der französischen Ausführung Type E. Dies war ein Zwischenmodell mit dem 4½ PS-Motor des Typ D in einem verbesserten Fahrgestell, das nun Lenkrad, Schalthebel und auf die Hinterräder wirkende Trommelbremsen aufwies. Der letzte bekannte Besitzerwechsel fand an einer Bonhams-Auktion in den USA 2012 statt. Damals erzielte das Fahrzeug einen Verkaufspreis von 110.400 US-Dollar inklusive Aufgeld.

### Motorette Nr. 177
Das Fahrzeug mit der Fahrgestellnummer 177 und der Motornummer 11214 steht im Henry Ford Museum.

### Weitere Motorettes Chassis Nr. unbekannt
Ein Fahrzeug von 1901 war oder ist im Murchio's Antique Auto Museum in Greenwood Lake, New York,
Ein weiteres Fahrzeug mit dem britischen Kennzeichen BS 8194 ist von 1904, hat einen 8-PS-Motor und ist für Film- und TV-Produktionen mietbar. Es war im Cadbury Werbefilm zum 200-jährigen Bestehen zu sehen.

## Trivia
Es scheint, dass Kenneth Skinner den Begriff prägte, der sich aus „Motor“ und „Voiturette“ zusammensetzt. Später war Motorette in den USA ein öfter verwendeter Marken- und Modellname.